# 極東風

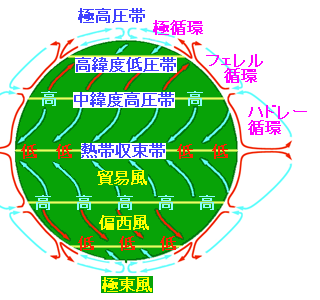
地球の大気循環のモデル

極東風（きょくとうふう、英語: polar easterlies）は、両極域周辺の大気下層で吹く東寄りの恒常風。極偏東風（きょくへんとうふう）、極風とも言う。

## 概要
寒冷のため北極や南極に形成される極高圧帯から、寒帯前線（あるいは亜寒帯低圧帯）に向かって吹く。寒帯前線（亜寒帯低圧帯）で上昇し対流圏上層を極へと移動して極高圧帯で下降することで極循環を形成する。極東風は地球の自転によるコリオリの力を受けて東寄りとなる。
極東風が吹く大気の高さは地表から1 - 3キロメートル程度で薄い。また風はあまり一定せず不規則である。この上部の対流圏上層では西風が吹いており、対流圏極渦を形成している。
北半球では、年平均ではアリューシャン低気圧やアイスランド低気圧の北側で顕著で、他の地域では極高気圧が発達する晩春から初秋にかけての時期に弱く吹き、年間では明確に現れない。。南半球では、滑降風（カタバ風）の性質ももつ南東の風が吹き、地表付近に強風部がある。